# Steuerperäquator
Ein Steuerperäquator war in Baden im 19. und Anfang des 20. Jahrhunderts ein Beamter, der gemäß den Gesetzen die Steuern festsetzte und die Steuerlisten führte.